# Lani Wittevrongel
Lani Wittevrongel (Brujas, 12 de julio de 2004) es una deportista belga que compite en ciclismo en las modalidades de pista y ruta. Ganó una medalla de plata en el Campeonato Europeo de Ciclismo en Pista de 2024, en la prueba de scratch.

## Medallero internacional
| Campeonato Europeo | Campeonato Europeo       | Campeonato Europeo | Campeonato Europeo |
| Año                | Lugar                    | Medalla            | Competición        |
| ------------------ | ------------------------ | ------------------ | ------------------ |
| 2024               | Apeldoorn (Países Bajos) | Medalla de plata   | Scratch            |